# Grammy Award alla miglior interpretazione pop di un duo o un gruppo
Il Grammy Award alla miglior performance pop di un duo o un gruppo (Grammy Award for Best Pop Duo/Group Performance) è un premio Grammy istituito nel 2012.

## Vincitori e candidati

### Anni 2010
- 2012[1]

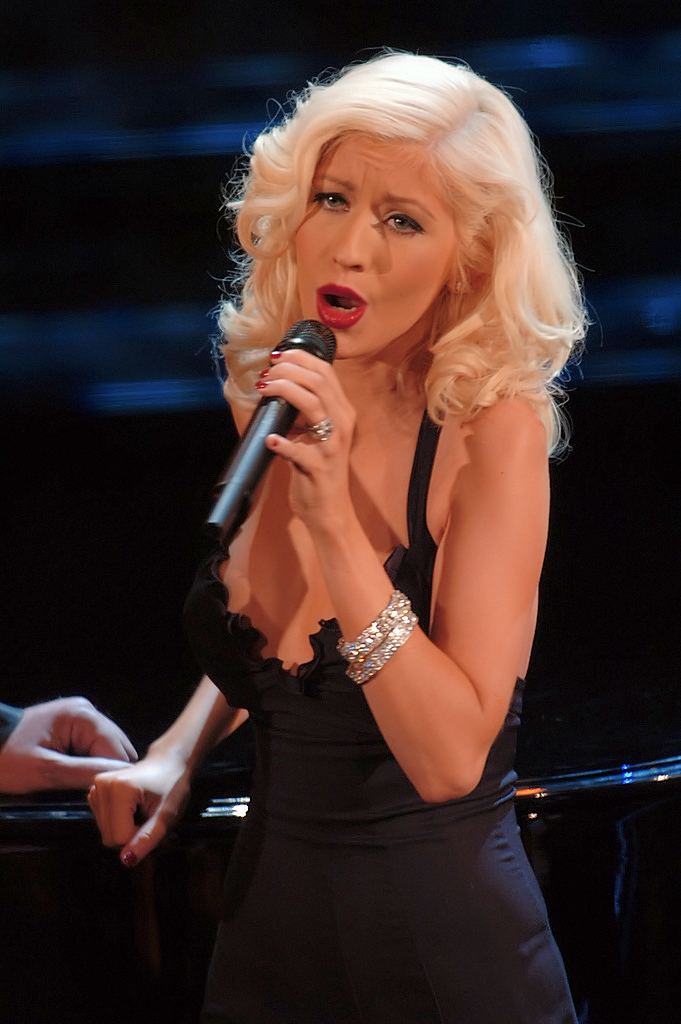
Christina Aguilera ha ricevuto 3 candidature ed ha vinto nel 2015.

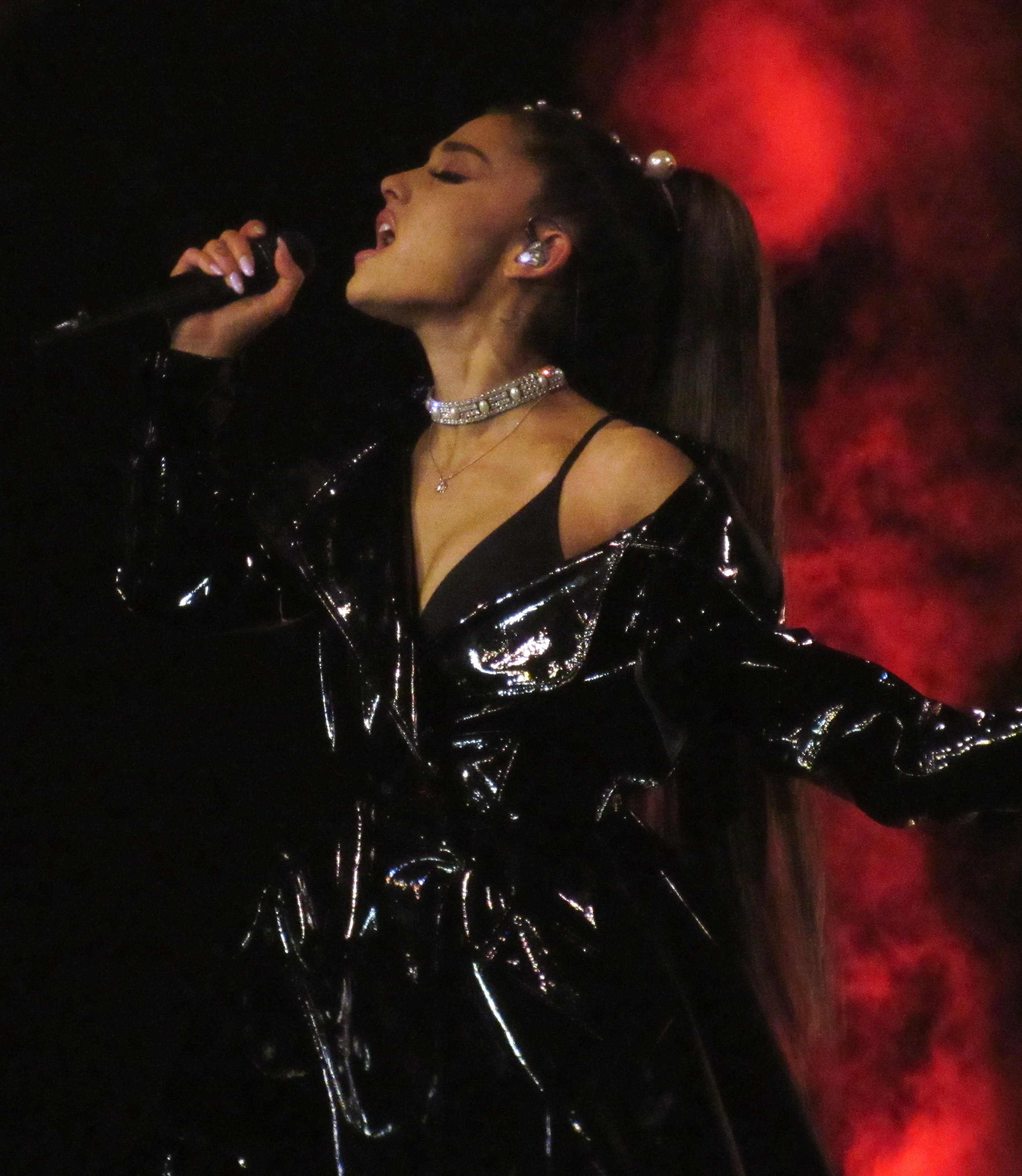
Ariana Grande ha ricevuto 4 candidature ed ha vinto nel 2021. Rain on Me con Lady Gaga è stata la prima collaborazione tutta al femminile a vincere in questa categoria.

  - Tony Bennett ed Amy Winehouse – Body and Soul
  - The Black Keys – Dearest
  - Coldplay – Paradise
  - Foster the People – Pumped Up Kicks
  - Maroon 5 featuring Christina Aguilera –  Moves like Jagger
- 2013[2]
  - Gotye ft. Kimbra – Somebody That I Used to Know
  - Florence and the Machine – Shake It Out
  - Fun. ft. Janelle Monáe – We Are Young
  - LMFAO – Sexy and I Know It
  - Maroon 5 ft. Wiz Khalifa – Payphone
- 2014[3]
  - Daft Punk, Pharrell Williams e Nile Rodgers – Get Lucky
  - Justin Timberlake ft. Jay Z – Suit & Tie
  - Pink ft. Nate Ruess – Just Give Me a Reason
  - Rihanna ft. Mikky Ekko – Stay
  - Robin Thicke ft. T.I. e Pharrell Williams – Blurred Lines
- 2015[4]
  - A Great Big World e Christina Aguilera – Say Something
  - Iggy Azalea ft. Charli XCX – Fancy
  - Coldplay – A Sky Full of Stars
  - Jessie J, Ariana Grande & Nicki Minaj – Bang Bang
  - Katy Perry ft. Juicy J – Dark Horse
- 2016[5]
  - Mark Ronson ft. Bruno Mars – Uptown Funk
  - Florence and the Machine – Ship to Wreck
  - Maroon 5 – Sugar
  - Taylor Swift ft. Kendrick Lamar – Bad Blood
  - Wiz Khalifa ft. Charlie Puth – See You Again
- 2017[6]
  - Twenty One Pilots – Stressed Out
  - The Chainsmokers ft. Halsey – Closer
  - Lukas Graham – 7 Years
  - Rihanna ft. Drake – Work
  - Sia ft. Sean Paul – Cheap Thrills
- 2018[7]
  - Portugal. The Man – Feel It Still
  - The Chainsmokers & Coldplay – Something Just like This
  - Luis Fonsi & Daddy Yankee ft. Justin Bieber – Despacito
  - Imagine Dragons – Thunder
  - Zedd & Alessia Cara – Stay
- 2019[8]
  - Lady Gaga e Bradley Cooper – Shallow
  - Christina Aguilera ft. Demi Lovato – Fall in Line
  - Backstreet Boys – Don't Go Breaking My Heart
  - Tony Bennett e Diana Krall – 'S Wonderful
  - Maroon 5 ft. Cardi B – Girls like You
  - Justin Timberlake ft. Chris Stapleton – Say Something
  - Zedd, Maren Morris e Grey – The Middle

### Anni 2020
- 2020[9]

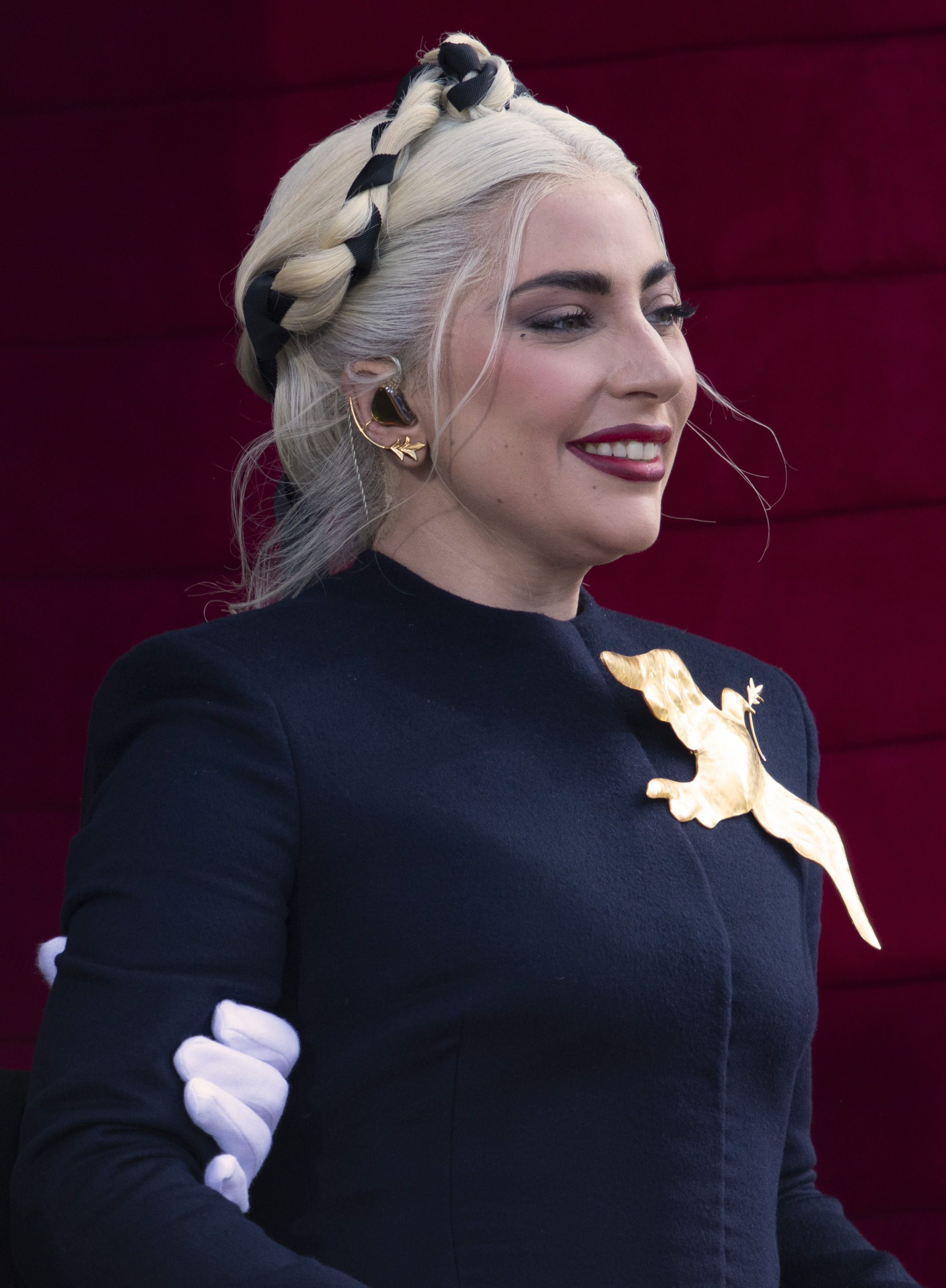
Lady Gaga ha vinto 3 volte, in questa categoria: per Rain on Me, per Shallow e per Die with a Smile.

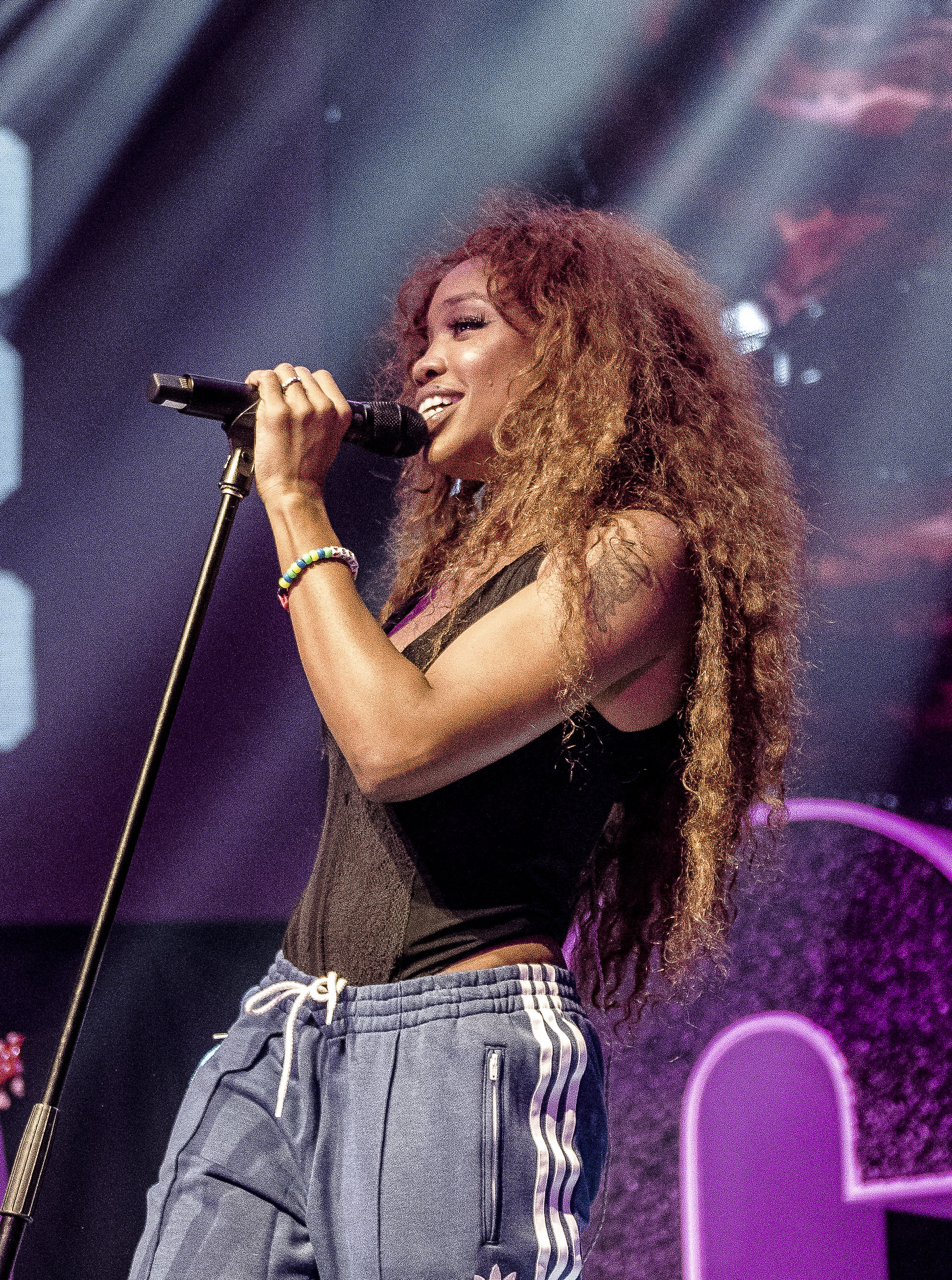
SZA ha vinto 2 volte in questa categoria, nel 2022 e nel 2024.

  - Lil Nas X ft. Billy Ray Cyrus - Old Town Road
  - Ariana Grande e Social House – Boyfriend
  - Jonas Brothers – Sucker
  - Post Malone e Swae Lee – Sunflower
  - Shawn Mendes e Camila Cabello – Señorita
- 2021[10]
  - Lady Gaga ed Ariana Grande - Rain on Me
  - J Balvin, Dua Lipa, Bad Bunny & Tainy - Un dia
  - Justin Bieber ft. Quavo - Intentions
  - BTS - Dynamite
  - Taylor Swift ft. Bon Iver - Exile
- 2022[11]
  - Doja Cat ft. SZA - Kiss Me More
  - Tony Bennett e Lady Gaga – I Get a Kick Out of You
  - Justin Bieber e Benny Blanco – Lonely
  - BTS – Butter
  - Coldplay – Higher Power
- 2023[12]
  - Sam Smith e Kim Petras – Unholy
  - ABBA – Don't Shut Me Down
  - Camila Cabello ft. Ed Sheeran – Bam Bam
  - Coldplay e BTS – My Universe
  - Post Malone e Doja Cat – I Like You (a Happier Song)
- 2024[13][14]
  - SZA ft. Phoebe Bridgers - Ghost in the Machine
  - Labrinth ft. Billie Eilish - Never Felt So Alone
  - Lana Del Rey ft. Jon Batiste - Candy Necklace
  - Miley Cyrus ft. Brandi Carlile - Thousand Miles
  - Taylor Swift ft. Ice Spice - Karma

- 2025[15]
  - Lady Gaga e Bruno Mars – Die with a Smile
  - Gracie Abrams featuring Taylor Swift – Us
  - Beyoncé featuring Post Malone – Levii's Jeans
  - Charli XCX e Billie Eilish – Guess
  - Ariana Grande, Brandy e Monica – The Boy Is Mine